# Lemnaouer Ahmine
Lemnaouer Ahmine (Sétif, 1973) è un regista cinematografico algerino.

## Biografia
Ahmine nasce in Algeria ma vive da anni in Italia, dove si è trasferito definitivamente nel 1994. Segue corsi sul cinema e sulla TV. Dopo una lunga esperienza come pubblicitàrio, approda alla realizzazione di documentari per la TV, che raccontano spesso il viaggio e l'incontro. I suoi lavori sono stati premiati in vari festival nazionali e internazionali.

## Filmografia

### Documentari
- Cronaca di una morte annunciata (2006)
- Gli harraga di Annaba (2007)
- Stato di paura. Scontro di civiltà (2007)
- La preghiera nomade (2008)
- La nazione dei re (2008)
- La trappola (2009)
- Milan-arrabbia (2010)
- La curt de l'America (2011)
- Il rifugio (2012)
- Ouine Algeria? (2014)